# Vicente Rocafuerte
Vicente Rocafuerte Rodríguez de Bejarano (Guayaquil, 1 de mayo de 1783-Lima, 16 de mayo de 1847) fue un escritor, político, diplomático y el segundo presidente constitucional del Ecuador, y primer presidente de nacionalidad ecuatoriana. Rocafuerte fue uno de los propulsores de la independencia de Hispanoamérica. Rocafuerte no luchó directamente en el conflicto armado por las independencias sino que se enfocó en la conspiración y la organización del complot a través de las redes revolucionarias que había tejido en los distintos países. Inicialmente fue partidario de la Constitución española, buscando que el territorio americano lograra su autonomía dentro del Imperio español, pero en 1821, se decidió completamente a favor de la independencia.
Durante una estancia en Estados Unidos conoció a Servando Teresa de Mier, lo que empezaría su vínculo a la independencia de México. Además de participar en las conspiraciones, también fue uno de los primeros historiadores que traza el esquema de la revolución de México desde el grito de Iguala hasta la proclamación imperial de Iturbide, quien lo persiguió. Desde ahí empezó sus escritos para oponerse al nuevo emperador Agustín I, lo que terminó en su "Bosquejo ligerísimo de la Revolución de México" que fue una referencia para historiadores posteriores y contribuyó a la caída de Iturbide.
Participó en varias movilizaciones en contra el primer gobierno de Juan José Flores, pero terminaron aliándose, logrando su acceso a la presidencia del Ecuador el 20 de julio de 1835. Una vez terminado su período presidencial en 1839 fue elegido gobernador de Guayaquil en el segundo mandato de Juan José Flores, colaborando con el mismo hasta 1843, cuando Flores se reeligió para un tercer mandato. 
Se casó en 1842, a los 57 años con su prima Baltasara Calderón y Garaicoa, hija del coronel Francisco Calderón, padre de Abdón Calderón. No tendría hijos. Decidió exiliarse voluntariamente a Lima para hacer la oposición al régimen. Posteriormente, fue elegido plenipotenciario del Ecuador en Lima por el nuevo gobierno instaurado tras la revolución del 6 de marzo de 1845, hasta su muerte, el 16 de mayo de 1847.

## Origen y estudios
Nació siendo el octavo hijo de Juan Antonio Rocafuerte y Antolí, un capitán de los ejércitos reales, natural de la localidad de Morella, en Valencia, España; y su madre la guayaquileña María Josefa Rodríguez de Bejarano y Lavayen. Como su único descendiente sobreviviente heredó una gran fortuna. Ambos padres provenían de familias de grandes terratenientes, mercaderes y oficiales de alto rango. Ejercieron como altos funcionarios de Guayaquil y fueron propietarios de las siguientes propiedades.
- Papayal, que incluía a la hacienda El Naranjito (con San Miguel y San Antonio)

- Conducta, con ciento cincuenta mil matas de cacao

- Venecia, en los actuales cantones Naranjito, Yaguachi, Milagro, Jujan, Marcelino Maridueña, Bucay y El Triunfo, que producían cacao, algodón, caña de azúcar, madera, tabaco y ganado.
- Varias casas en Guayaquil. La más conocida es La Tahona que se utiliza como molino de harina y bodega.

Cursó sus estudios primarios con profesores privados y, en 1793, fue llevado por su tío Jacinto de Bejarano, quien en esa época era el mayor exportador de cacao, a Europa con el objetivo de que continúe con sus estudios.

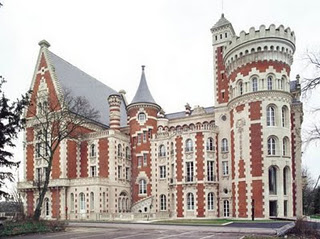
Colegio de St. Germain en Laye

En España se inscribió en el recién establecido Colegio de Nobles Americanos en Granada, para estudiar "artes militares", que incluían matemáticas, geografía, historia, ciencias y tácticas militares. En 1796, luego de la muerte de su padre, viajó a Francia, donde completó sus estudios en el Colegio de Saint-Germain-en-Laye. Este colegio, creado originalmente para la nobleza, había sido transformado en un colegio para la nueva aristocracia. Aquí conoció a otros jóvenes y ricos americanos, como Simón Bolívar, que se convertirían en líderes de sus países. También conoció a europeos prominentes, como el barón Alejandro de Humboldt, quien se hospedó en las propiedades de su familia en una visita a Guayaquil.

## Campañas de independencia

### Inicios de la Independencia y viajes por Europa

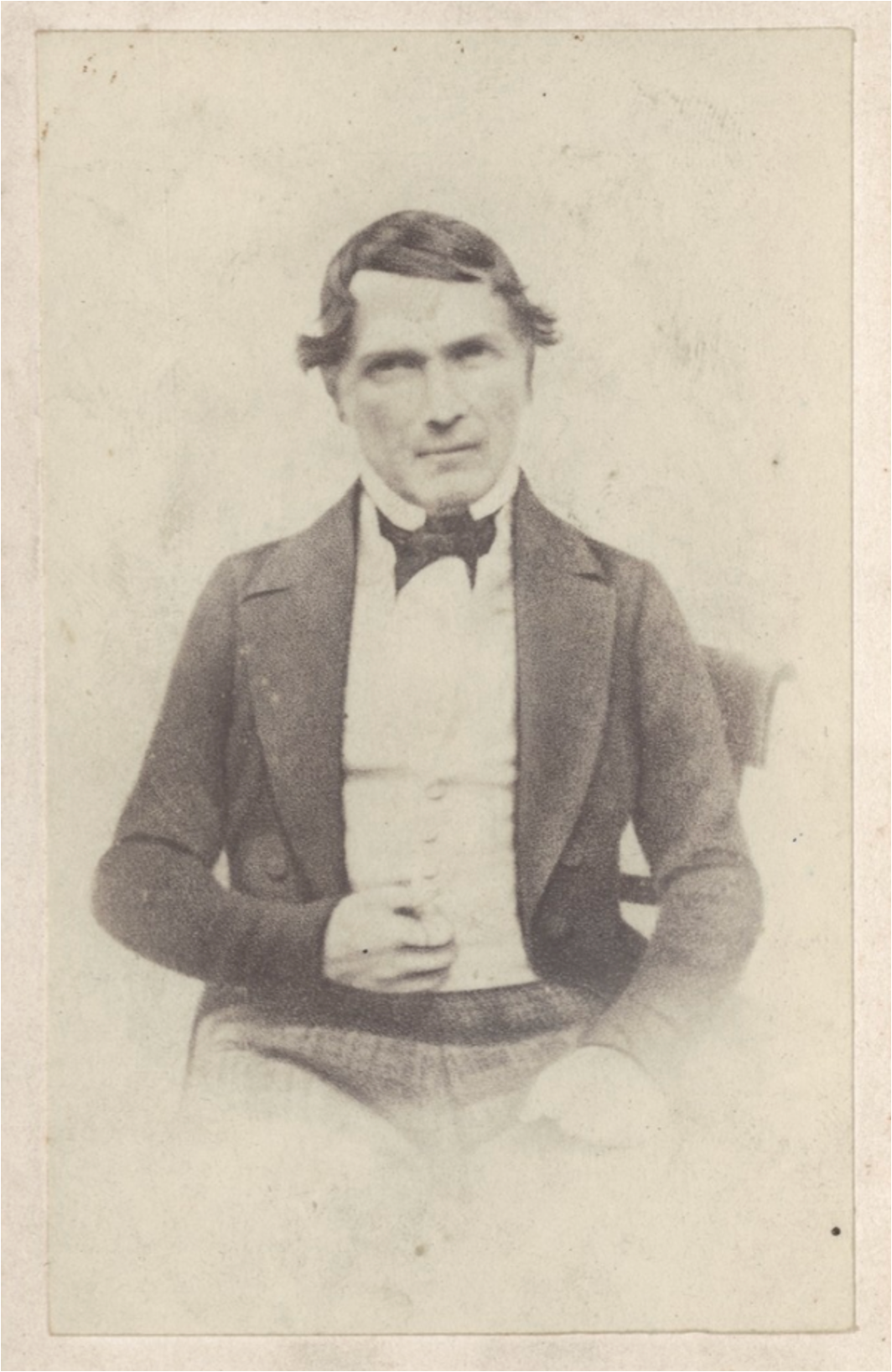
Fotografía de Rocafuerte

En 1807 debió regresó a Guayaquil debido a que la guerra hacía más difícil que su familia le siguiera enviando dinero. Se dedicó a la literatura y a administrar su hacienda Naranjito, cerca de Bucay, y alejándose de la persecución del Gobernador Bartolomé Cucalón, enemigo de su familia. Entabló amistad con Eugenio Espejo y con Juan de Dios Morales, así como con el círculo de nobles que protagonizó la revolución de 1809. A pesar de que los historiadores nacionalistas han buscado identificar a Rocafuerte con ese movimiento, no hay evidencia de que fuera un participante activo, en ese momento. Guayaquil, y la familia de Rocafuerte, permanecieron leales a España, siendo elegido Rocafuerte Alcalde del Cabildo de Guayaquil al año siguiente. Recibió la consigna de capturar al gobernador Cucalón para que su tío, el coronel Jacinto Bejarano, lo reemplace, quien fue arrestado y se le inició juicio por conspiración. Al año siguiente, y gracias al apoyo de Bejarano, Rocafuerte sería electo alcalde de segundo voto del Ayuntamiento de Guayaquil, habiendo sido confirmado por el gobernador Cucalón. Un año más tarde, fue electo Procurador General, oficio del que se excusó.
En 1811, una vez terminado su periodo de alcalde y en control total de la fortuna familiar, viajó a Inglaterra, vía Cabo de Hornos e isla de Santa Elena, llegando a finales de año. En Londres conoció a José Francisco Fagoaga y Villaurrutia, marqués del Apartado, y a su hermano Francisco José. Los tres viajaron por el norte de Europa, llegando a San Petersburgo en julio de 1813. En la capital rusa, fue notificado de haber sido electo diputado a las Cortes de Cádiz por Guayaquil. Viajó hacia Madrid por vía de Inglaterra, llegando a fines de marzo de 1814. Por esta razón, a pesar de que las Cortes confirmaron su elección el 1 de abril, no formaría parte de la Corte que firmaría la Constitución de Cádiz ya que se encontraba ausente, sin embargo se incorporó a las reuniones posteriores. Poco después, el rey Fernando VII regresó de su cautiverio en Francia y abolió las Cortes. Ante lo cual tuvo que huir a Francia, donde pasó los siguientes tres años viajando por el sur y por Italia. Estuvo seis meses en Roma, donde el papa le concedió la orden Della Milizia Aurata. Mientras se encontraba en Nápoles se le notificó que podía regresar a Guayaquil con la condición de abstenerse de participar en política por dos años.

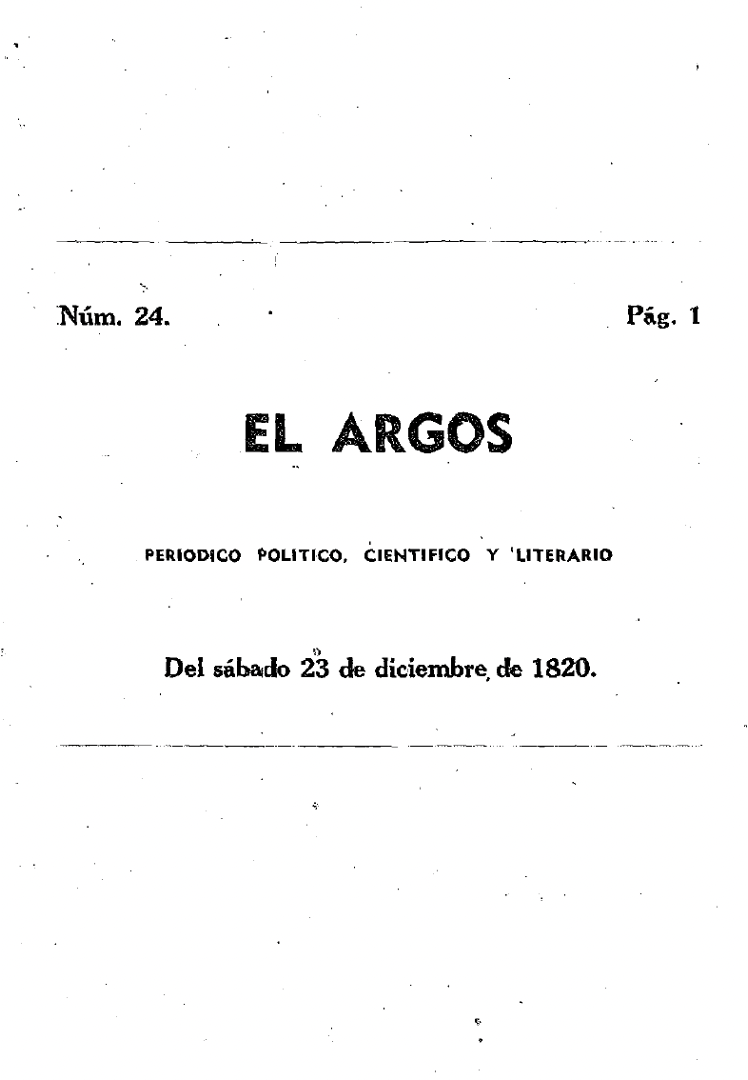
El Argos, periódico político científico y literario donde escribiría Rocafuerte.

A su regreso a la Real Audiencia de Quito, se dedicaría a sus actividades comerciales y a difundir las ideas ilustradas que aprendió durante sus viajes por Europa. Por esta razón había aprendido a hablar inglés, francés, italiano y entendía parcialmente el latín. Dentro de los libros que traduciría durante este tiempo se encuentra el El espíritu de las leyes de Montesquieu. Permaneció en Guayaquil hasta 1819, cuando partió hacia los Estados Unidos en un viaje de negocios. Viajó vía Lima, donde arregló la compra de un tabaco que esperaba vender en La Habana y llegaría finalmente a Cuba en enero de 1820. En mayo de 1820, fue reclutado por una sociedad secreta masónica de La Habana, para recabar información de las españolas recién restauradas, llegando a Madrid en agosto, encontrando la existencia de una división en los moderados (viejos liberales de 1812) y los exaltados (hombres de 1820), que se enfrentaban a los absolutistas que repudiaban cualquier intento de gobierno constitucional. Durante su periodo en La Habana, se ha sugerido que fue parte del equipo editorial de la revista política Argos, aunque no fue nombrado como tal por parte de sus editores.

### Viaje a Estados Unidos
Para marzo de 1821, se convenció de que las Cortes no concederían autonomía a América y que el gobierno constitucional fracasaría en España a causa de las divisiones internas, regresando a Cuba. Lo cual coincidió con la creación de una red internacional de grupos clandestinos. Con la ayuda de estas sociedades, el padre Servando Teresa de Mier y Rocafuerte viajaron a los Estados Unidos en mayo de 1821, en busca de apoyo para la independencia de Nueva España y Colombia. Donde establecieron contactos con empresarios y políticos en Filadelfia y Nueva York, y escribieron artículos periodísticos y tratados políticos. Rocafuerte regresó a Cuba a finales de 1821, mientras Mier permaneció en Estados Unidos.
Rocafuerte no participó directamente en los combates por la independencia, pero su contribución se centró en la conspiración a través de las redes de revolucionarios que había tejido en varios países. Por esta razón, mantuvo contacto con las figuras destacadas de la independencia. Se encargó de financiar las insurrecciones, a menudo con recursos propios y por esta razón viajó a Estados Unidos en busca de financiamiento. Mientras estaba en este país, también se familiarizó con las nuevas máquinas inventadas durante la Revolución Industrial cuando se encontraba Filadelfia. Promovió la introducción de nuevas tecnologías, enviando maquinaria para industrializar las colonias americanas: 
- A Caracas envió un modelo a escala de una máquina para extraer gas de las minas, ya que creía que este gas podía utilizarse para iluminar las ciudades.
- Envió modelos de nuevos telares que utilizaban desmotadoras de algodón y molinos de viento a otras ciudades..
- Quiso implementar una banda para correr en las cárceles, como parte de sus reformas penales

### Oposición a Itúrbide

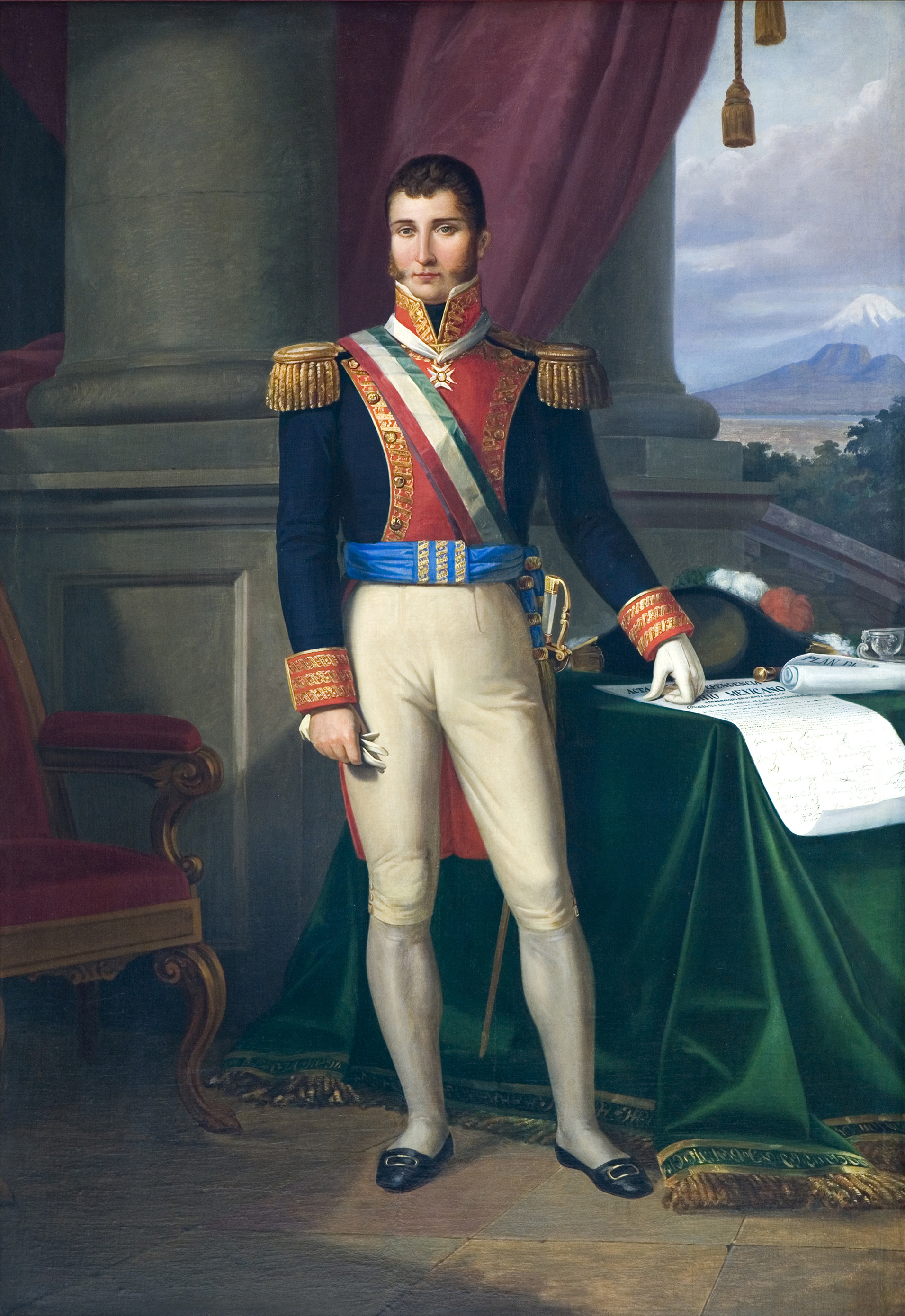
Agustín de Itúrbide

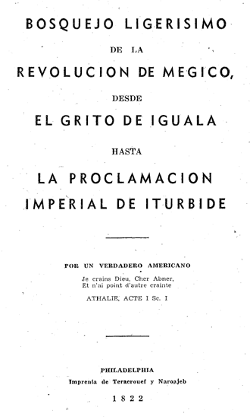
Bosquejo ligerísimo de la revolución de México por Rocafuerte

En 1821 una sociedad secreta de Veracruz, en la que participaba Carlos María de Bustamante, pidió ayuda a la Sociedad de La Habana para evacuar a las tropas españolas que se rindieron en el Tratado de Córdova e impedir que fueran usadas por Agustín de Iturbide para crear una monarquía. Para ello, en mayo de 1821, enviaron a Rocafuerte a EE. UU. a negociar embarcaciones y le solicitaron escribiera un ensayo a favor del republicanismo por lo que publicaría 'Ideas necesitadas a todo pueblo americano independiente que desea ser libres'. Además publicaría el influyente escrito titulado 'Bosquejo ligerísimo de la Revolución de México' que sería clave para contar la versión de los hechos desde el punto de vista de los republicanos que se oponían a Itúrbide. Donde cuestionó la legalidad de documentos y acciones claves para el establecimiento del imperio. Como que ni el Plan de Iguala ni los Tratados de Córdoba eran necesarios para establecer la independencia mexicana porque los patriotas ya tenían el control del país y cuestionó la legalidad de la elección de lturbide como emperador al afirmar que el Congreso carecía de cuórum cuando se votó. Posteriormente, viajó a los Estados Unidos para reunirse con el presidente James Monroe con el objetivo de evitar que Iturbide fuera reconocido como emperador. En Nueva York publicó un ensayo titulado: “Ensayo Político. El sistema colombiano popular, electivo y representativo es el que mejor se adapta a la América independiente”. En ese país sería parte de una conferencia para la Bible Society, lo que empezaría su acercamiento al protestantismo. Posteriormente se terminaría convirtiendo oficialmente, por lo que Rocafuerte abogaría toda su vida por la tolerancia religiosa. Adicionalmente, traduciría un "Curso de Filosofía Moral de la Biblia" para enseñarlo en las escuelas lancasterianas de las nuevas naciones americanas. Su paso por Estados Unidos tendría éxito puesto que logró que el canciller John Quince Adams pospusiera el reconocimiento de Iturbide como Emperador de México.

### Embajador de México en Londres

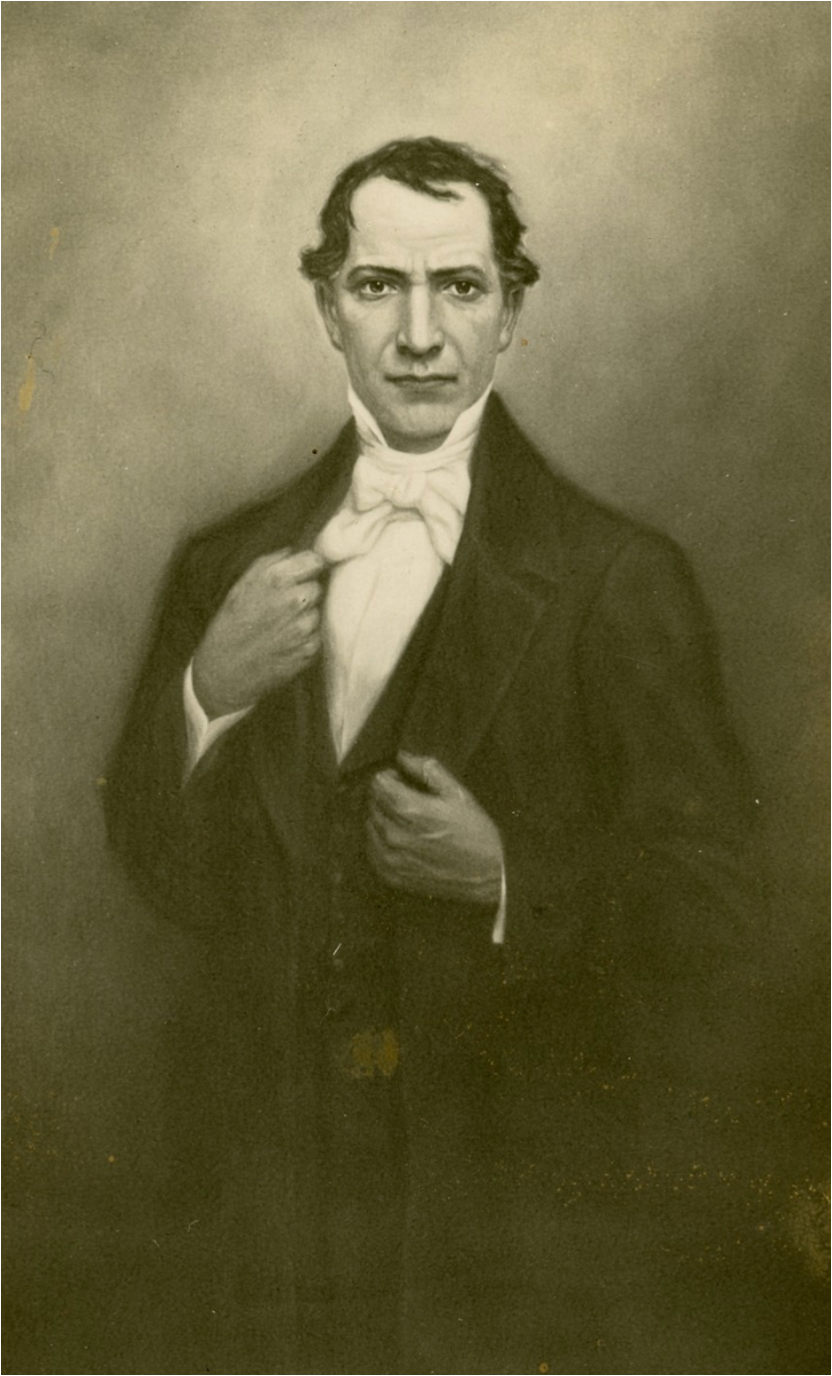
Óleo de Vicente Rocafuerte

Cuando cayó la primera monarquía en México Rocafuerte pudo ir a este país y fue introducido de manera completa a la vida política donde conocería a Lucas Alamán y Guadalupe Victoria, este último lo incorporaría al Servicio Exterior Mexicano y sería asignado en Gran Bretaña. Otra persona importante,  lo elogió cuando tuvo que referirse a él. Rocafuerte se quedaría hasta 1824 en México con su hermana y sobrinos, lo que sería uno de los pocos momentos donde disfrutó de vida familiar e intentó incluso casarse con su sobrina Josefa Gaínza para poder garantizar la herencia y ayudarles económicamente. No obstante esto también se truncaría puesto que José Mariano Michelena le necesitaría como Secretario de la Misión Diplomática que empezaría en Londres para reconocer la independencia de México. Fue diplomático junto con Michelena en Londres como parte de la delegación mexicana de 1824 a 1829 que buscaba que Inglaterra reconociera la independencia de México. El Canciller George Canning lo haría en enero de 1825 y envió los documentos de regreso a México. A esto se suma que lograron que Francia también entable relaciones consulares con México. Luego fue nombrado ministro plenipotenciario de México en Dinamarca y el Reino de Hannover.
Se crearía un debate sobre la ciudadanía de Rocafuerte puesto que en ese momento era considerado un colombiano al servicio de México. Por un lado Florentino Martínez en marzo de 1824 opinaba que los miembros debían ser mexicanos de nacimiento. Por otro, Servando Teresa de Mier creía que Rocafuerte era un “colombiano honradísimo, rico, propietario, ilustrado y benemérito de la América entera y reunía todos los requisitos exigidos incluso para un ministro plenipotenciario, por lo que él no hallaba ninguna objeción." A pesar de esto se decantarían por otorgar la ciudadanía mexicana a Rocafuerte. Algo similar ocurriría con Simón Bolívar y José Moreno Guerra. Esto después crearía problemas ya que Rocafuerte como ministro firmó un "Tratado de Navegación entre Inglaterra y México" que posibilitaba sacar un préstamo de la Casa Goldsmith. Este préstamo lo daría a la Gran Colombia en un monto total de 63 mil libras, y se ganaría críticas posteriormente. Para justificar sus acciones escribió en 1829 un artículo con el extenso título “Exposición de las razones que determinaron a don Vicente Rocafuerte, Encargado de Negocios de los Estados Unidos Mexicanos cerca de Su Majestad Británica, a prestar a la República de Colombia la suma de sesenta y tres mil libras en Febrero de 1826”.
Escribió la primera historia política sobre el establecimiento del imperio de Agustín de Iturbide, mientras participaba en la política nacional mexicana entre 1830 y 1832, antes de regresar al Ecuador. A finales de 1831, como parte de su oposición al gobierno de Anastasio Bustamante, fundó el periódico "El Fénix de la libertad", que existió hasta 1834.

### La guerra de México con Estados Unidos

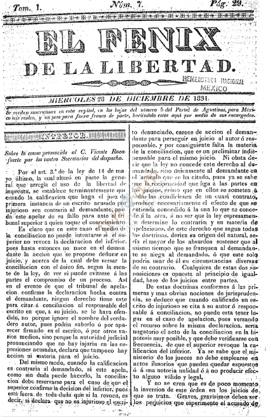
El Fénix de la libertad

En el año 1829 regresó a México con destino a Veracruz donde contactaría con Anastasio Bustamante quien derrocó al legítimo gobierno del General Vicente Guerrero. Ante esto, Rocafuerte se negaría a seguir colaborando con la causa al considerar la acción injusta. Como represalia cuando pidió su pasaporte a Guayaquil le sería negado. Por estar razón tuvo que quedarse en México y al contemplar la guerra que se desataba en Texas escribiría un "Ensayo sobre la tolerancia religiosa” con el objetivo de promover la paz. En este momento algunos colonos protestantes estaban siendo atacados por las autoridades de México. Este ensayo le causaría problemas ya que se empezaría a cuestionar su fidelidad a México, teniendo como antecedente el préstamo a la Gran Colombia.
Debido a las diferencias políticas entre Rocafuerte y Anastasio Bustamante, empezarían a publicar el periódico con el título "El Fénix de la Libertad". En él colaboraría con autores importantes como Andrés Quintana Roo, Manuel Crescencio Rejón, Mariano Riva Palacio y Juan Rodríguez Puebla. Lanzó el primer número el 7 de diciembre de 1831 y que estaba impreso en un pliego in folio de la Imprenta de la Calle de las Escalerillas, que habían adquirido para este mismo fin. Uno de sus ensayos más importantes fue sus “Consideraciones generales sobre la bondad de un gobierno”. Fruto de esto, sin embargo, le arrestaron y le trasladaron al cuartel del Palacio Nacional donde estuvo por un mes y medio. Desde entonces sufriría enfermedades respiratorias. Siguió escribiendo mientras se escondía y logró por medio de su amigo José María Fagoaga, que le dieran el pasaporte para poder regresar a Sudamérica. Durante este tiempo escribiría finalmente el “Ensayo sobre el nuevo sistema de Cárceles”.

### Regreso a Ecuador y resumen de su carrera política

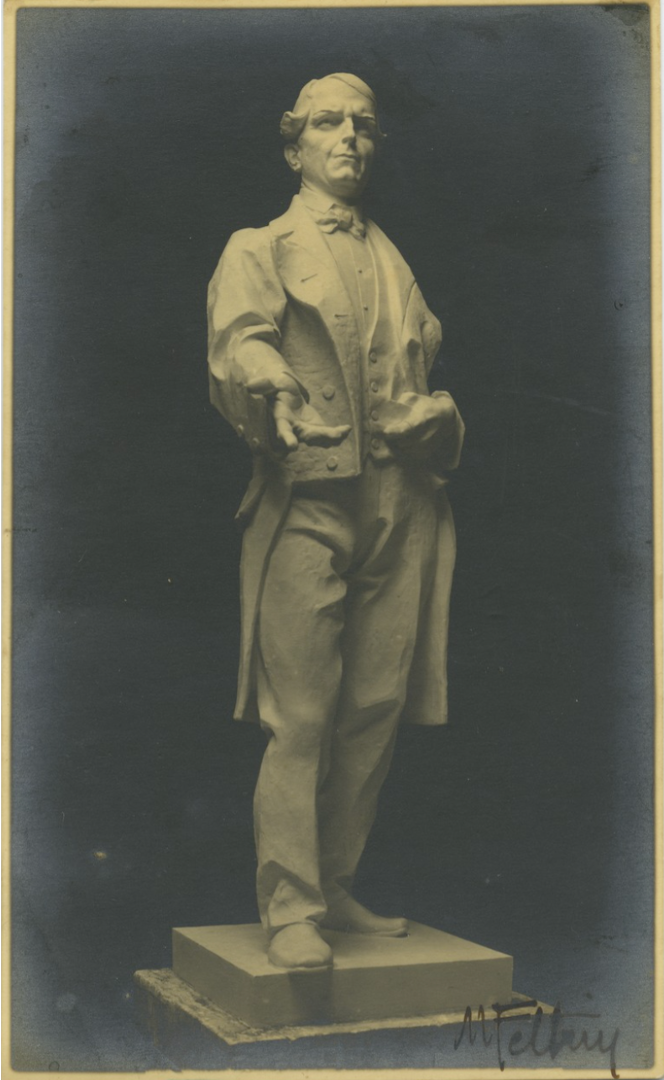
Escultura de Rocafuerte en el Cementerio General de Guayaquil

Tras su regreso a Ecuador, lideró la oposición al gobierno de Flores, con quién luego pactó su ascenso a la Presidencia de la República. Para este tiempo, había existido ya una fuerte discordia contra Simón Bolívar y el mariscal Antonio José de Sucre, tras la guerra con Perú dirigida por el mariscal José de La Mar y el general Agustín Gamarra. Tras la muerte de Sucre, temeroso de la influencia de Rocafuerte, en medio de su exilio Bolívar le enviaría una carta a Flores advirtiéndole de su regreso a Ecuador y la amenaza que podía representarle, al expresarle que "Es capaz de todo y tiene los medios para ello". Para 1833, el gobierno de Flores enfrentaba una fuerte oposición por la Sociedad del Quiteño Libre, y en Guayaquil la oposición al mando de Pedro Mena que, en 1834, devino en la Revolución de los Chihuahuas y finalmente la captura de Vicente Rocafuerte en la isla Puná.
En 1833, el congreso otorgó poderes especiales al gobierno de Flores, al que no asisitió Rocafuerte, a pesar de ser diputado por Guayaquil. Expresando fuertes protestas al congreso por su decisión, por lo cual fue distituido y desterrado al Perú. Pero fue liberado por revolucionarios de Guayaquil, cerca del pueblo de Naranjal, llegando a Guayaquil el 18 de octubre, donde fue nombrado Jefe Supremo en un cabildo abierto en la municipalidad. Las tropas de Flores tomaron sin resistencia Guayaquil el 24, luego de que los revolucionarios fueran destruidos en la vecina ciudad de Babahoyo. Rocafuerte, junto una fragata, 5 goletas y 600 hombres se refugiaron en la isla Puná, donde resistieron hasta el 18 de junio de 1834.
Con la intervención de José Joaquín de Olmedo, Rocafuerte consiente aliarse a Flores, firmando un pacto de caballeros para respeto y colaboración política. Conformando el ejército “Convencional”, dirigido por Flores apoyado por Guayas, el Oro y los Ríos, que enfrentaba al ejército “Restaurador” de José Félix Valdivieso, cuyo comandante era Isidoro Barriga que dominaba Cuenca, Loja, Manabí y Esmeraldas. Enfrentándose en la llanura de Miñarica cerca de Ambato el 19 de enero de 1835, en la cual el ejército de Flores salió victorioso, a partir de lo cual se firmaría la alianza.

## Vida política en Ecuador

### Presidencia de la República

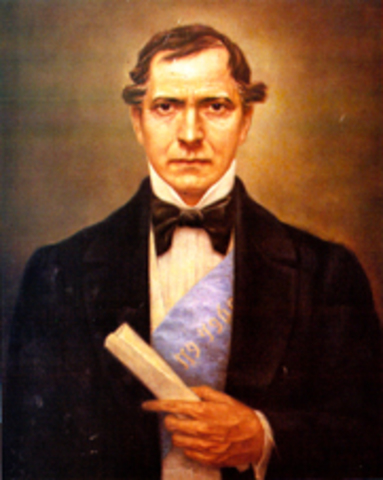
El 31 de enero de 1834 fue proclamado Jefe Supremo del Estado en Quito y el 1 de febrero en Cuenca, con lo que se consolidó la unidad nacional en torno a su persona.

Durante su presidencia se redactó segunda constitución ecuatoriana en 1835, convocando a una asamblea constituyente en Ambato, con el fin de reemplazar la constitución de 1830. Dentro de los diputados constituyentes se excluyó a los miembros del clero, por lo que la cúpula religiosa excomulgó a Rocafuerte, hecho que él respondió desterrando al vicario y otros sacerdotes al Perú. Esta constitución eliminó las aspiraciones del antiguo Estado del Ecuador de conformar una federación colombiana con Nueva Granada y Venezuela, creando oficialmente un país autónomo y soberano. Reemplazó al Congreso de Diputados e implantó la bicameralidad.

#### Comercio y hacienda
Ya desde la jefatura suprema del Guayas reorganizó la administración pública del departamento, rebajó los derechos portuarios y de anclaje, abolió el tributo de los indígenas en el Guayas y suprimió las doctrinas parroquiales. Se opuso al proteccionismo en materia de importaciones, pues creía que la competencia con productos del extranjero mejoraría la producción. Su ministro de hacienda, Francisco Tamariz, preparó tres decretos para reducir los derechos de importación y exportación, para regular y controlar el crédito interno y para amortizar la deuda pública interna, que llegaba al millón doscientos mil pesos.
El 19 de octubre de 1835 expidió un decreto donde entre otras cosas detenía el pago de todo documento de crédito hasta un mes después de que las tesorerías terminarán diferentes asientos contables y emisiones de certificados de deudas. Redujo a tres quintos los derechos de aduanas y eliminaba la aduana de Loja; junto con diversas medidas para la amortización de la deuda, a costa de los derechos sobre la sal, la importación y extracción, alcabalas y diezmos.
Los decretos fueron declarados inconstitucionales por el presidente del Senado, Juan José Flores, y los ministros Tamariz y el de Guerra, Antonio Morales, que apoyaba la reforma, siendo enjuiciados políticamente. Rocafuerte los removió, salvándose así de ser enjuiciado. Pese a la oposición, se dictó una Ley de Hacienda que buscada mejorar las recaudaciones, organizar la contabilidad y las cuentas. Se inscribió y reguló la deuda interna, y se empezó a amortizarla (200 mil pesos en un año). El Congreso reconoció oficialmente la deuda grancolombiana y aceptó pagar la porción de ella señalada por Colombia y Venezuela durante la primera presidencia de Flores. Impulsó la navegación fluvial, alentó la producción agrícola y planeó sin éxito la colonización de la región amazónica con ayuda del ejército y de Esmeraldas con ayuda de inmigrantes ingleses. Inicio pagos de deuda externa y abolió los tributos de indígenas en varios sectores.

#### Educación

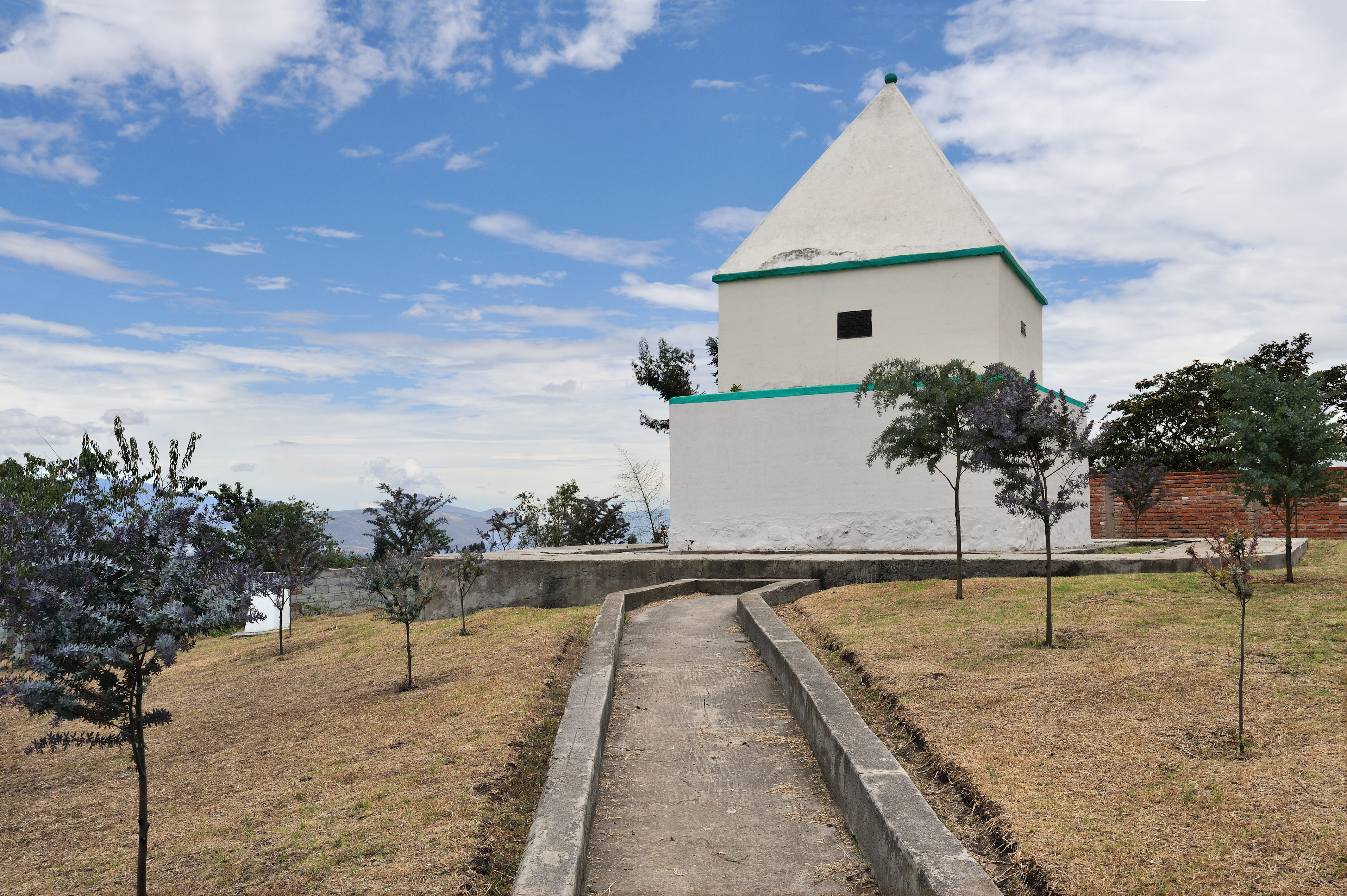
Pirámide de Oyambaro, utilizada para la medición de la superficie terrestre en la misión geodésica

Buscó aumentar la universalidad de la educación primaria, instalando en Quito la primera imprenta de textos escolares. Además fomentó la educación para las mujeres creando colegios mixtos, lo que después sería revertido durante la presidencia de García Moreno. Inauguró el colegio San Felipe en Riobamba y la Escuela Náutica de Guayaquil. Se fundaron la cátedra de Medicina en el hospital de Cuenca y el anfiteatro de Anatomía en Quito. Se catalogaron las obras de arte para formar un museo nacional, se creó la Sociedad Filantrópico-Literaria de Quito y la primera orquesta de música clásica, y se restauraron las pirámides que conmemoraban la presencia de los académicos de ciencias franceses en la Real Audiencia de Quito a mediados del siglo XVIII.

#### Obra social
Como parte de su política social, abolió en todo el país las doctrinas parroquiales y privadas, fortaleció la Policía y la Guardia Nacional, creó el cuerpo de Bomberos y fundó el Colegio Militar en Quito, prohibió que eclesiásticos con cargos votasen para elegir a los constituyentes de la Convención de Ambato. Todo intento de rebelión fue sofocado violentamente, fusilando a 73 cabecillas de varias revueltas: las organizadas por los emigrados del Perú (1835), las de los rebeldes de Esmeraldas y las de los emigrados en Nueva Granada (1836).

#### Ministros de Estado
Dentro del grupo de ministros se encuentran los siguientes divididos en tres ministerios:
| Ministerio                                     | Ministro                   |
| ---------------------------------------------- | -------------------------- |
| Ministerio de Guerra y Marina                  | Bernardo Daste             |
| Ministerio de Guerra y Marina                  | Antonio Morales            |
| Ministerio de Guerra y Marina                  | Juan H. Saulin             |
| Ministerio de Gobierno y Relaciones Exteriores | José Miguel González       |
| Ministerio de Gobierno y Relaciones Exteriores | Pedro José de Arteta       |
| Ministerio de Gobierno y Relaciones Exteriores | Antonio Morales            |
| Ministerio de Gobierno y Relaciones Exteriores | Bernardo Daste             |
| Ministerio de Gobierno y Relaciones Exteriores | José Miguel González       |
| Ministerio de Hacienda                         | Francisco Eugenio Tamariz  |
| Ministerio de Hacienda                         | Manuel López Escobar       |
| Ministerio de Hacienda                         | Antonio Fernández Salvador |

Durante su mandato, de 1835 a 1839, hizo uso de la fuerza para establecer el orden, afirmando en una carta a Flores, que era preciso hacerlo todo "a punta de lanza". Solicitó la revocación del pasaporte de Manuela Sáenz y de otros patriotas que no estaban de acuerdo con su política. Tras completar su mandato, fue Gobernador del Guayas como reemplazo de José Joaquín de Olmedo. 

### Gobernador del Guayas

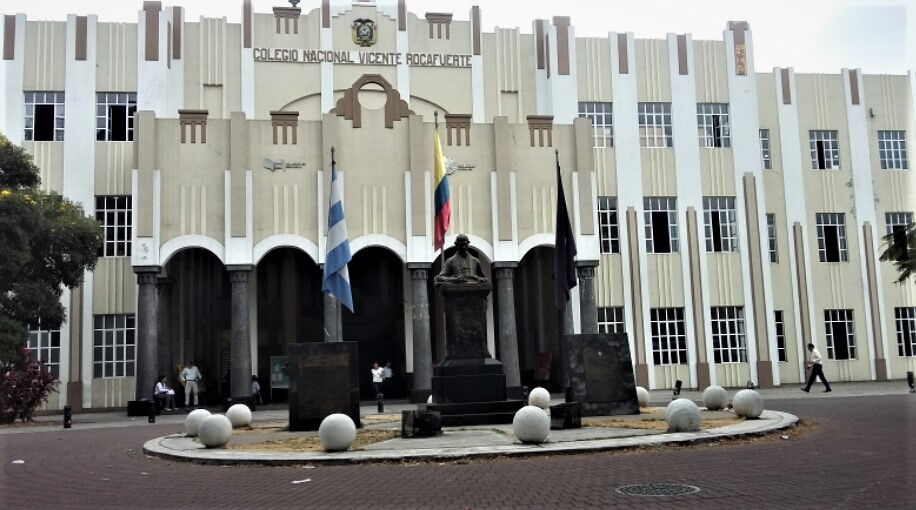
Colegio Nacional Vicente Rocafuerte, que anteriormente fue el Colegio San Vicente

Construyó el primer muelle de la ciudad y una nueva aduana con un ferrocarril. Puso un faro en la Isla Santa Clara, así como algunas boyas en los bajos de Mala y Payana. También mejoró el fortín de Punta de Piedra. Además para abastecer de agua al astillero se unieron los esteros de San Carlos y Carrión. Fomentó la navegación y formó en 1840 la "Compañía Ecuatoriana de Buques a Vapor", que llegó a construir el vapor Guayas. Fundó la empresa "Game & Cox" que buscaba fomentar la industria forestal. Construyó bancas y sembró naranjos de Daule. En 1841 se introdujo el tráfico marítimo a partir de la empresa "Pacific Steam Navegation". Meses más tarde, el 26 de diciembre creó las rentas para fundar el Colegio San Vicente (que después se llamaría Vicente Rocafuerte).
Denunció la circulación de monedas devaluadas llamadas "las cobrunas" que se presentó ante la Corte Superior de Justicia. Mejoró el edificio municipal adosándole un nuevo reloj que había comprado en Londres. Este posteriormente sería retirado del antiguo cabildo y colocado en la Torre del Reloj. Luchó contra la epidemia de fiebre amarilla que azotó a Guayaquil.

### Revolución marcista

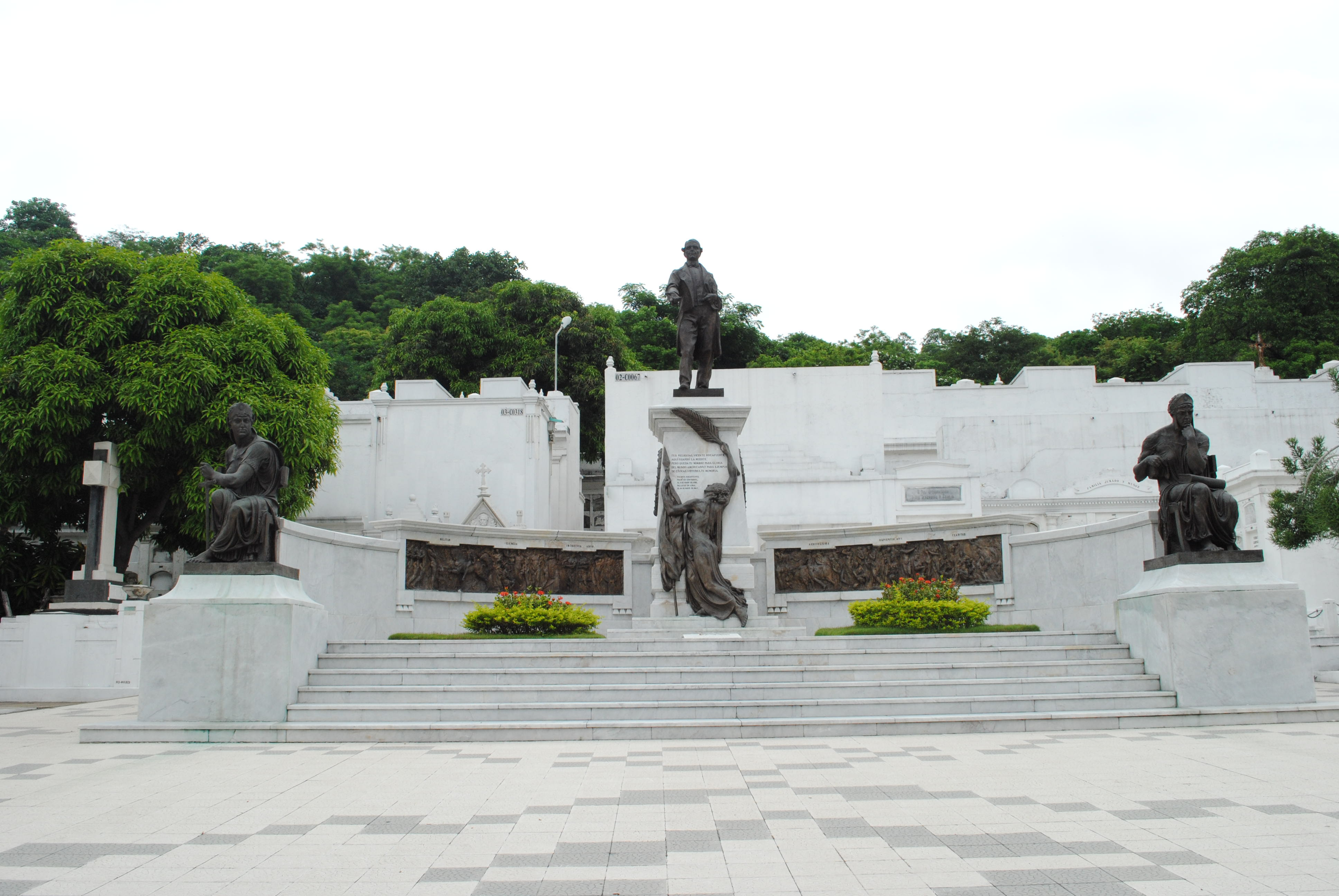
Mausoleo de Rocafuerte en Guayaquil

Su vida política continuaría como diputado. Por esto formó parte de la convención nacional que redactó la constitución de 1843, y participó en varias conspiraciones contra Flores, en especial para la Revolución marcista en 1845. Después de la caída del floreanismo, fue nombrado como representante del Ecuador en varios países sudamericanos. En 1846, cuando el general Juan José Flores intentó invadir Ecuador y Perú en nombre de la reina de España, Rocafuerte se encontró entre quienes promovieron una conferencia hispanoamericana para organizar la defensa común.
Murió en Lima, teniendo el cargo de ministro plenipotenciario del Ecuador en Perú. Su pensamiento quedó consignado en 16 volúmenes de ensayos, cartas, discursos y polémicas. Sus restos fueron repatriados y posteriormente se ubicaron en el cementerio de Guayaquil, donde se construyó un mausoleo en su honor.

## Resumen del ideario de Rocafuerte
Rocafuerte escribió sobre sus propuestas de nuevas formas de gobierno, resaltando el cambio a una república, sus ideas sobre reformas al sistema carcelario y educativo, fomentar la migración y mantener una actitud tolerante hacia otras religiones. Su obra, debido a sus viajes, estuvo dispersa en varios países durante mucho tiempo y fue recopilada finalmente en el siglo XX gracias a los esfuerzos del presidente Velasco Ibarra. Actualmente la versión digital de sus escritos se encuentra disponible en el repositorio en línea de la Casa de la Cultura Ecuatoriana.

#### Formas de gobierno
Sus obras evolucionaron de un reformismo de la monarquía, mientras formaba parte de los moderados en las Cortes de Cádiz; hacia un apoyo de la república, fruto de su estancia en Estados Unidos termina con la importancia de la organización federal de la república para armonizar los intereses de las distintas regiones del país.

#### Tolerancia religiosa

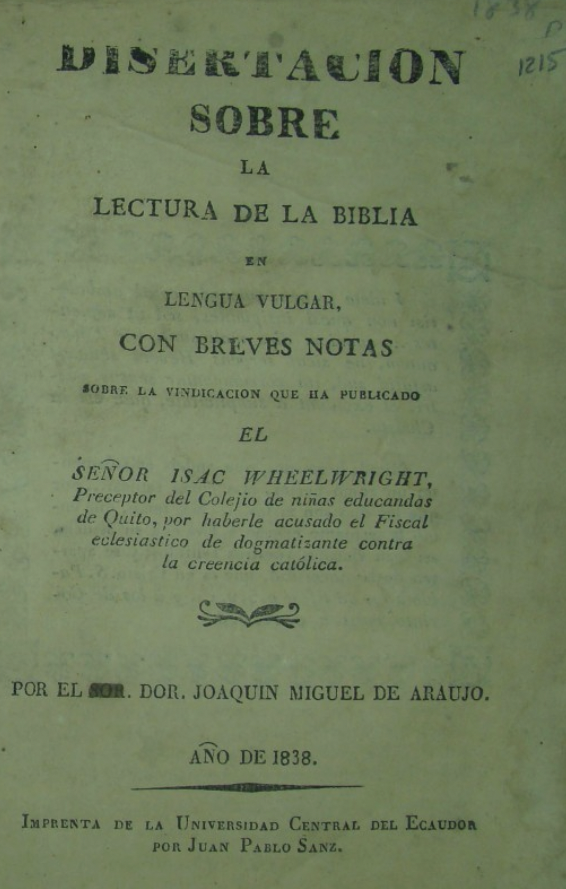
Disertación sobre la lectura de la Biblia en lengua vulgar publicado sobre la obra del señor Isaac Wheelwright.

Durante la guerra entre México y Estados Unidos, Rocafuerte profundizó en la tolerancia religiosa. Citaba continuamente al pensador estadounidense William Ellery Channing, con quien compartía la idea de que debía disminuir la necesidad de restricciones legales y a su vez sustituyan el uso de la fuerza en la administración de las leyes. En otras palabras la formación de un Estado libre implicaba su secularización. Esto sin embargo no le impedía valorar la utilidad de la religión como fuente de espiritualidad y costumbres como punto de partida para generar una moral que permita la construcción de un sistema republicano y laico. La tolerancia religiosa tenía importancia para Rocafuerte a nivel cultural y migratorio. En el primer caso la reforma a la educación que impulsó contó con la colaboración de Isaac Wheelwright, un cuáquero estadounidense que enseñaba la versión protestante de la Biblia. Esto en un país que era mayoritariamente católico causó una reacción del clero por lo que Joaquín Miguel de Araujo escribió en Quito en 1838 una "Disertación sobre la lectura de la Biblia en la lengua vulgar". Creía que el influjo del protestantismo ayudaría a abrir una sociedad mayoritariamente católica que basaba su fe no en la lectura de la Biblia, para lo que se necesitaba la alfabetización de la población. Estimaba que la tolerancia religiosa era de vital importancia para el matrimonio civil, impulsando el matrimonio entre protestantes y católicos, con el fin de poder incentivar la migración de europeos, ya que consideraba que Ecuador estaba subpoblado y necesitaba más gente para impulsar el desarrollo. La migración se complicaba si la ley establecía a la religión católica como oficial puesto que todos los países protestantes, con los que él había establecido contacto durante su labor como embajador de México, no podrían ser tomados en cuenta. Sus principales ideas se encuentran en su libro El ideario religioso del mundo.

#### Reforma del sistema penal
Desde sus escritos en la revista Ocios de Españoles Emigrados, publicados entre1824 y 1827, se empezaría a formar un ideal sobre el tema. Expuso sus opiniones tras visitar cárceles de otras ciudades, en especial Filadelfia y Nueva York. Llegó a adquirir una cinta de correr para ofrecer a la Alcaldía de México en 1824 con el fin de mejorar los métodos morales de tratamiento de los delincuentes. A su juicio, los castigos debían ser anunciados de antemano, tener visitas semestrales que informen de su estado al poder legislativo. El ensayo se resume en seis partes: la salud en las cárceles, la clasificación, la inspección, el trabajo, la instrucción y la disciplina. En ese momento, en los países de América Latina los sistemas carcelarios todavía contaban con rezagos de la inquisición que funcionó durante la monarquía española. En palabras de Rocafuerte: 
Emprendo con tanta más satisfacción este utilísimo trabajo, cuanto he viajado por esas naciones, y que penetrado de que no hay libertad sin justicia, ni buena administración de justicia sin cárceles.

#### Crédito, comercio e industria

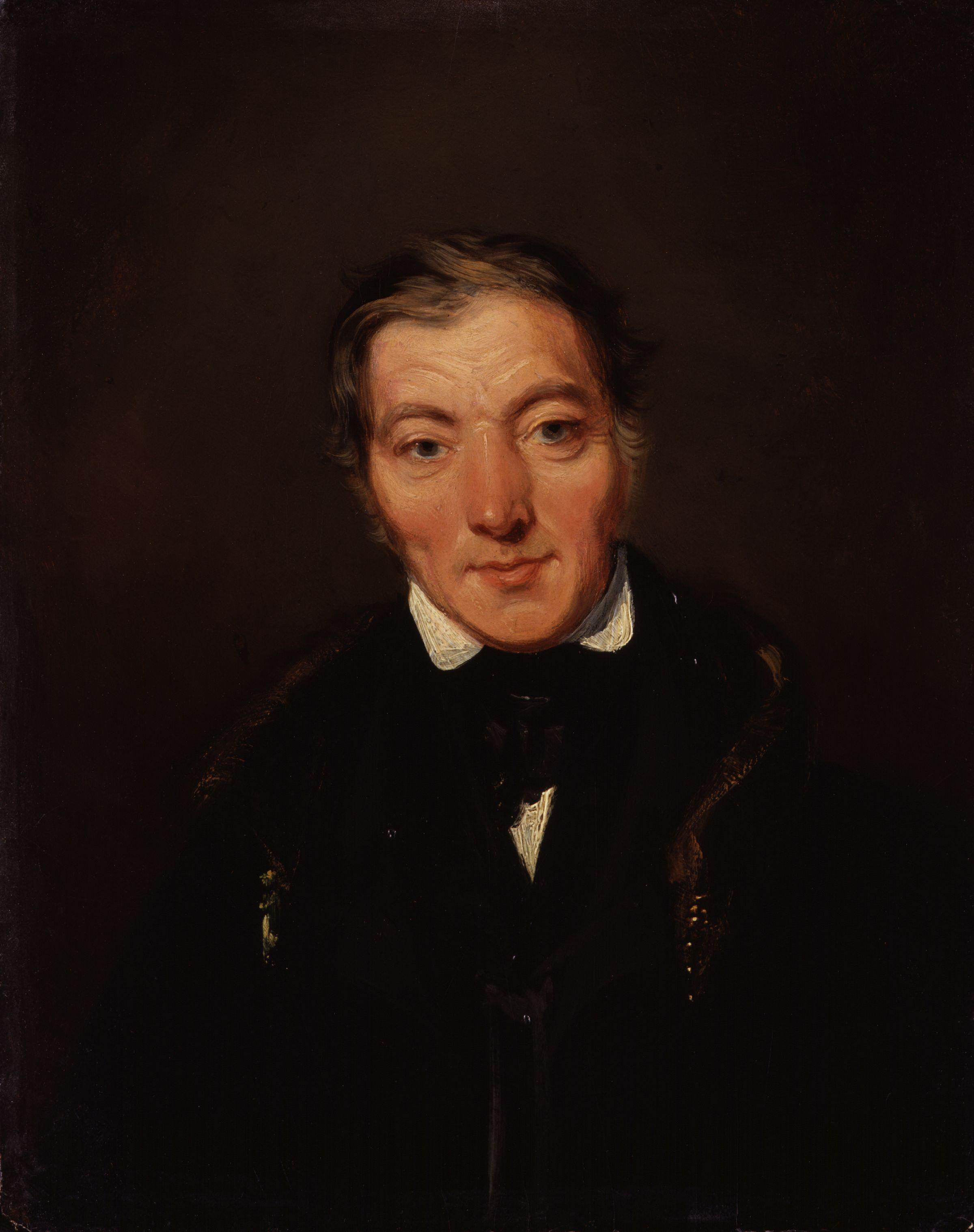
Robert Owen, con quien Rocafuerte tuvo correspondencia y negó su petición de separar Texas de México para realizar sus "ensayos morales".

Para Rocafuerte el comercio era la clave del desarrollo que estaban experimentando Inglaterra, Francia y los Estados Unidos. Rocafuerte había participado en la negociación de tratados de amistad, comercio y navegación como Encargado de Negocios, entre México y Gran Bretaña. También manejaba los negocios comerciales de su hacienda el Naranjito e hizo crecer sus negocios con sus viajes como por ejemplo en su estancia en La Habana cuando interviene en el negocio del tabaco y la navegación. En su libro, El Periodismo en México, escribió:
El precio de los fondos de una nación en la bolsa de Londres, es el verdadero termómetro de su crédito, éste sube cuando hay confianza de que la nación prospere a la sombra de la paz, y de las instituciones protectoras de la propiedad, que desarrollando la industria multiplican los capitales. Baja el crédito cuando la nación sigue un rumbo opuesto, y se queda estacionario, cuando no adelante, lo que lo atrasa en comercio y principios de civilización.
Rocafuerte era crítico de las personas que no habían estudiado las teorías económica más recientes, o no provenían del mundo comercial. 
¿Qué beneficios ha podido hacer al comercio un rutinero oficinista como D. Rafael Mangino, que nunca ha estudiado la economía política, y se ha criado entre monopolistas españoles?
Además, en el libro dieciséis se puede ver cómo Rocafuerte se opone al socialista Robert Owen quien quería separar Texas de México con el fin de realizar "ensayos morales" ya que a su juicio el proyecto "aunque es muy hermoso, muy plausible, y muy filantrópico en el papel, es inverificable en Ia práctica.

#### Libertad de expresión
Fundó varios periódicos a lo largo de su vida y fue un continuo escritor de artículos. En su artículo "Sobre la libertad de imprenta" escribió: 
Un gobierno ilustrado debe permitir y favorecer la libertad de la prensa, si no quiere dar sospechas de ambicioso y tiránico; porque imponer silencio a los demás es no querer oír la reconvención de sus delitos, y el que se halla culpado huye del que sabe sus crímenes.

## Lista de obras

### Historia
Su publicación histórica más importante es el Bosquejo ligerísimo de la revolución de Méjico, que sería un escrito en contra de Agustín de Itúrbide publicado bajo el seudónimo de "Un verdadero americano". Presenta la historia de la independencia de México con un corte marcado en contra de Itúrbide. Termina con la "Oda a los habitantes de Anáhuac" del poeta cubano José María Heredia.
1. Bosquejo ligerísimo de la revolución de Méjico desde el grito de Iguala hasta la proclamación de Iturbide.

### Ensayos
A lo largo de su vida publicaría varios ensayos, algunos bajo pseudónimo como serían las Cartas de un verdadero americano, publicado por José Canga Argúelles. Además publicaría su Ensayo político donde probaría las ventajas de un sistema constitucional que siga un diseño representativo y federal.
1. Ensayo político: El sistema colombiano popular, electivo y representativo, es el que más conviene a la América independiente, (Nueva York) 1823.
2. Cartas de un Verdadero Americano sobre las ventajas de los gobiernos republicanos federativos (Londres), 1825
3. Ventajas del Sistema Republicano, Representativo, Popular y Federal, (Ciudad de México), 1826
4. Ensayo sobre el Nuevo Sistema de Cárceles, (Ciudad de México), 1830
5. Consideraciones generales, sobre la Bondad de un Gobierno, aplicadas a las actuales circunstancias de la República de México, (Ciudad de México), 1831
6. Ensayo sobre Tolerancia Religiosa, (Ciudad de México), 1831
7. A la Nación, (Lima), 1844

### Periódicos
Rocafuerte formaría parte del periódico El Argos donde defendería a quienes apoyaban la constitución emitida por las Cortes de Cádiz. Además compró la imprenta las Escalerillas para imprimir el periódico El Fénix de la libertad que tendría un impacto importante en México. Además colaboraría en el periódico Ocios de los españoles emigrados que se editaría en Londres.
1. El Argos: periódico político, científico y literario (La Habana), 1820-1821.
2. Ocios de los españoles emigrados (Londres), 1824-1827.
3. El Fénix de la libertad (Ciudad de México), 1831-1833.

### Traducciones
Rocafuerte hablaba además del español, inglés, francés, italiano y latín. Por esta razón también dedicó parte de su vida a traducir documentos importantes y los publicaba dentro de los periódicos que fundaba.
1. Declaración de Independencia de Estados Unidos
2. Constitución de los Estados Unidos
3. El Sentido Común de Thomas Paine
4. Curso de Filosofía Moral de la Biblia
5. Del origen y designio del Gobierno en general
6. De la monarquía y sucesión hereditaria
7. Disertación sobre los Primeros Principios del Gobierno
8. Discurso conmemorando la Primera Declaración de Independencia Americana por John Quincy Adams
9. Artículos de Confederación y Constitución de los Estados Unidos de América

### Edición completa de sus obras

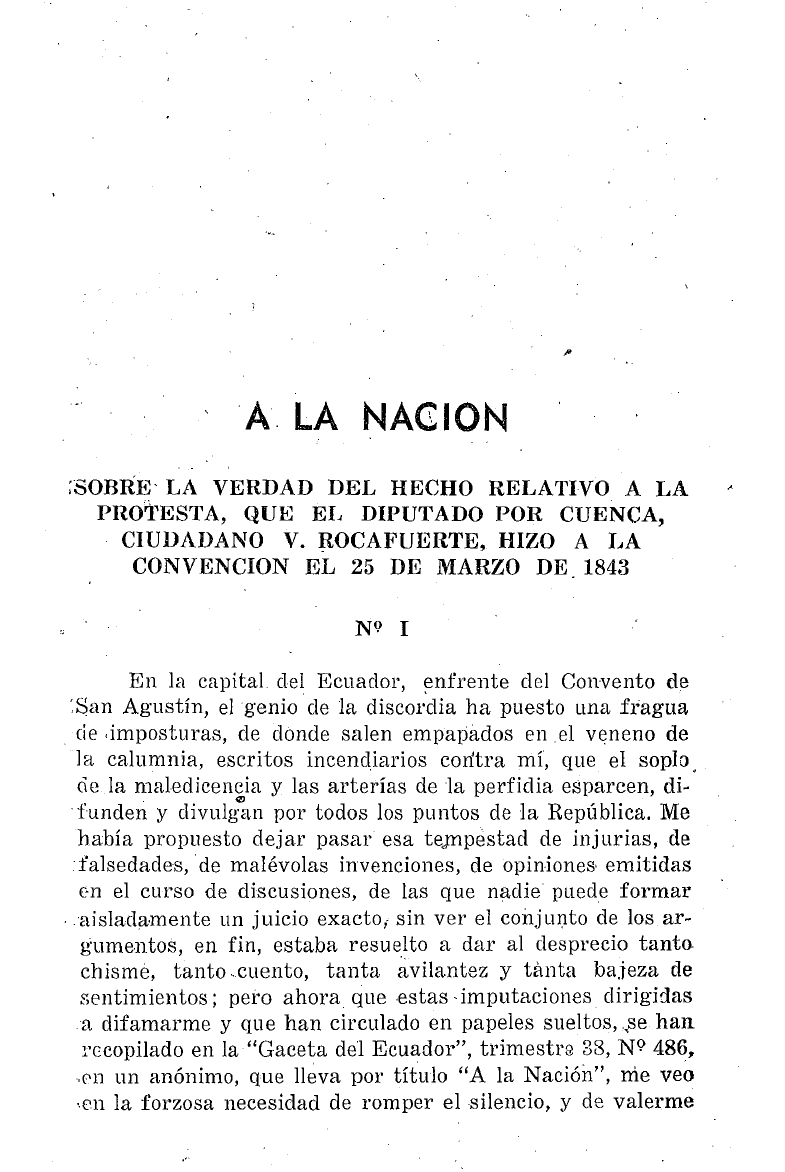
A la Nación, serie de ensayos escritos por Rocafuerte y publicados en el libro Quince años de la historia de la República.

En total se recopilaron sus escritos en dieciséis volúmenes. 
1. Perfiles y perennidad[40]
2. La historia de México[41]
3. La democracia en Estados Unidos de Norteamérica[29]
4. Los sistemas políticos de América[30]
5. Las ideas liberales de la América independiente[31]
6. La Gran Colombia[13]
7. El ideario religioso del mundo[33]
8. Las ideas políticas de México[32]
9. Doctrinas Penales[16]
10. República de Cuba[38]
11. El periodismo en México[35]
12. El periodismo en Inglaterra[37]
13. Su vida pública en Ecuador[7]
14. Quince años de la historia de la República del Ecuador[42]
15. Documentos políticos[43]
16. Su obra diplomática en Europa[36]

## Legado

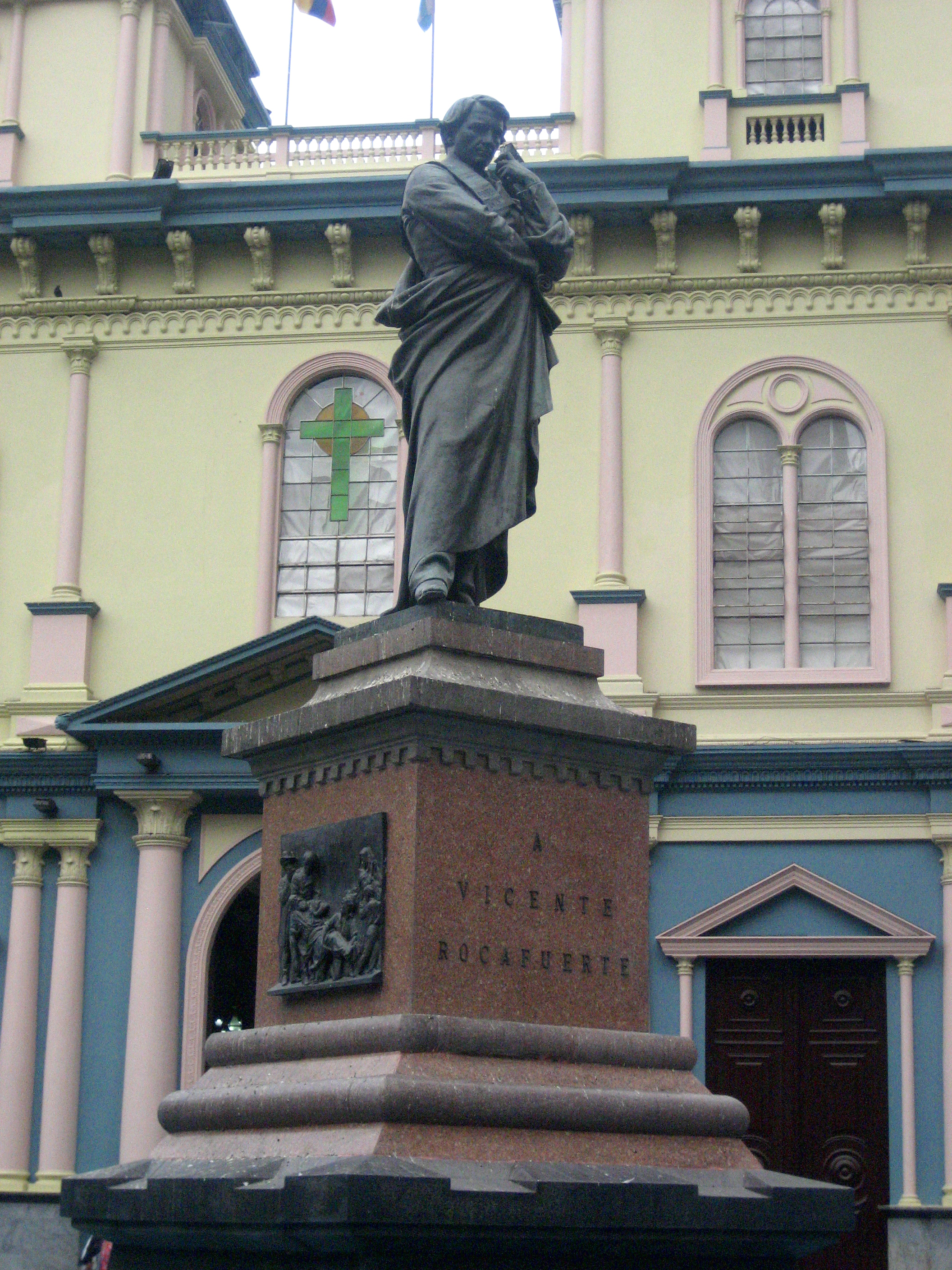
Monumento a Vicente Rocafuerte, en Guayaquil.

En la Plaza de San Francisco de la ciudad de Guayaquil se encuentra una estatua en su honor. A esta estatua está dedicado un poema en tres cantos por Tolducal. Sus restos descansaron inicialmente en el Cementerio Presbítero Matías Maestro en Lima, en el que fue el primer monumento fúnebre construido en el cementerio, y posteriormente serían repatriados a Ecuador, descansando desde entonces en el Cementerio General de Guayaquil, con un mausoleo dedicado a su honor. Uno de los principales colegios públicos de la ciudad lleva su nombre: Colegio Nacional Vicente Rocafuerte, junto con la Universidad Laica Vicente Rocafuerte. Además, en Quito y Guayaquil, las principales ciudades de ese país tienen una calle que lleva su nombre.
Su sobrino, Pedro Carbo, escribió su biografía. Isaac J. Barrera por su parte haría un ensayo biográfico. González escribiría un ensayo sobre su vida y su importancia para las ideas liberales titulado "A la memoria de Rocafuerte, Moncayo y Montalvo". Benjamín Carrión le dedicó la Carta Cuarta de sus Cartas al Ecuador, bajo el título "Sobre una posibilidad democrática en nuestro país: el gobierno de Vicente Rocafuerte", donde consideraba que su gobierno "nos comprueba que sí es posible para nosotros la hora republicana. Que la administración bien orientada y limpia, es bien recibida y puede armonizar con nuestra manera de ser".

### Condecoraciones

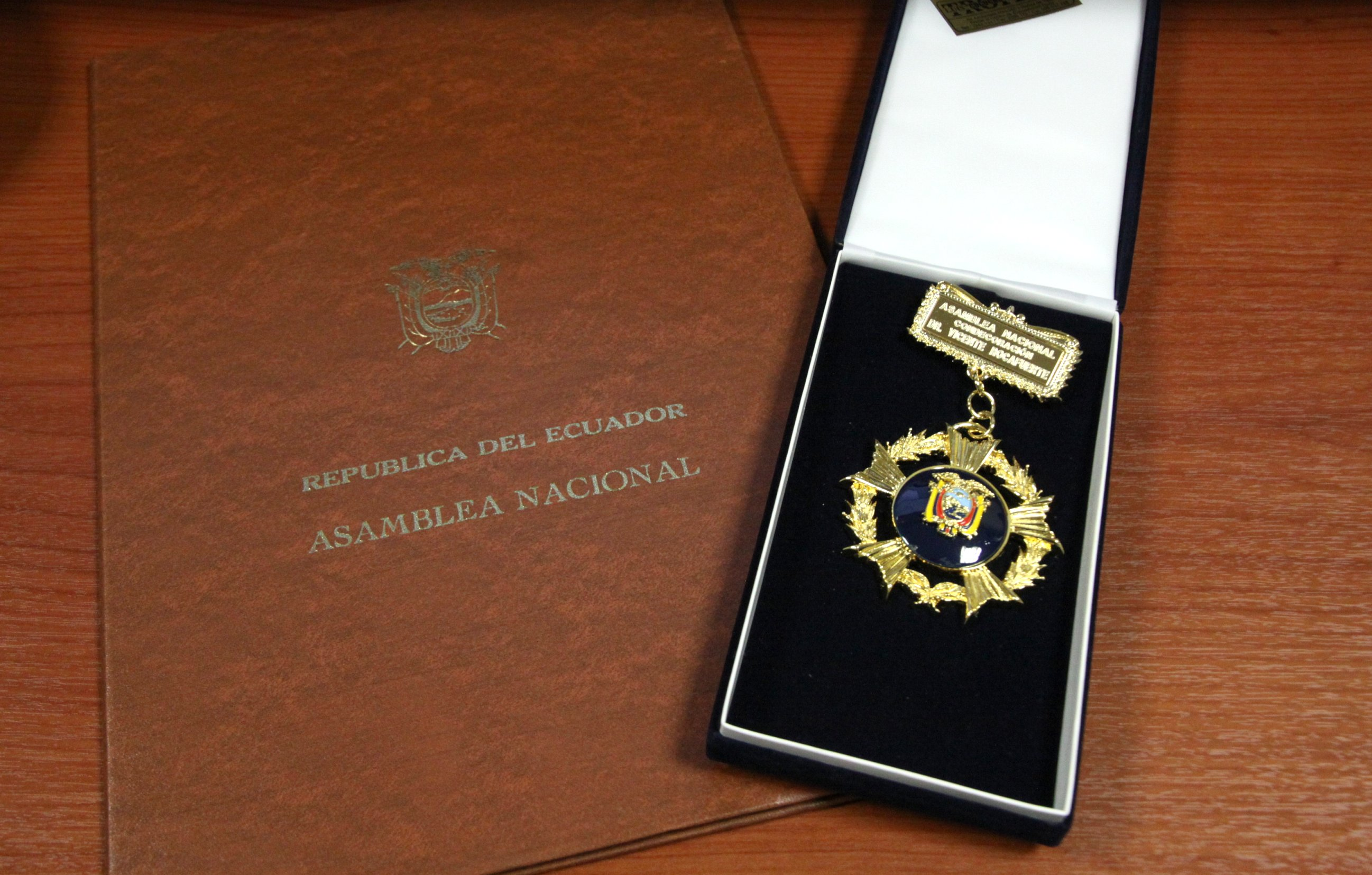
Condecoración al mérito social “Asamblea Nacional del Ecuador, Dr. Vicente Rocafuerte”

Existen varias condecoraciones en su honor en Ecuador:
- Desde 2006 existe la condecoración "Gran Cruz Vicente Rocafuerte al Mérito Diplomático", por logros de extraordinario desempeño en el campo diplomático de representación de Ecuador.[49][50]
- Además también existe la condecoración de parte de la Asamblea Nacional por "Mérito Social", que se entrega a los representantes e investigadores científicos quienes realizan aportes a la ciencia y la tecnología.[51]
- A esto se suma la condecoración de la "Gran Cruz Vicente Rocafuerte al Mérito Educativo", igualmente otorgada por la Asamblea que recuerda la gran labor educativa que tuvo Rocafuerte durante su presidencia en Ecuador.[52]

## Cargos ocupados
| Predecesor: José María Caamaño                             | Gobernador de la Provincia del Guayas 1834 - 1834                                                             | Sucesor: Vicente Ramón Roca |
| Predecesor: Juan José Flores                               | Presidente de la República del Ecuador 10 de septiembre de 1834-31 de enero de 1839                           | Sucesor: Juan José Flores   |
| Predecesor: José Joaquín de Olmedo                         | Gobernador de la Provincia del Guayas 1839-1843                                                               | Sucesor: Antonio Elizalde   |
| Predecesor: Pablo Merino (Pdte. de la Convención Nacional) | Presidente del Congreso Nacional de la República del Ecuador 15 de septiembre de 1846-13 de noviembre de 1846 | Sucesor: Ángel Tola         |